# Aap Ki Khatir
Aap Ki Khatir (hindi: आप की ख़ातिर, urdu:, آپ کی خاطر, tłumaczenie: „Ze względu na ciebie”) – bollywoodzka komedia romantyczna zrealizowana w 2006 roku przez Dharmesh Darshana, autora Raja Hindustani, Wiem, czym jest miłość, czy Bewafaa. W rolach głównych Akshaye Khanna i Priyanka Chopra. W rolach drugoplanowych Sunil Shetty, Dino Morea, Amisha Patel i Anupam Kher. Muzykę do filmu skomponował Himesh Reshammiya.
Tematem filmu jest problem nierozpoznawania ludzi, którym można zaufać, których miłość nie jest grą, a także dorastanie do tego, że istotą miłości jest przebaczenie.

## Fabuła
Anu Khanna (Priyanka Chopra) aktywna, piękna i świadoma siebie kobieta, pracująca w dużej firmie w Mumbaju jedzie do Londynu. Po trzech latach nieobecności ma pojawić się w rodzinnym domu na ślubie siostry Shirani (Amisha Patel). W swoim czasie uciekła z Anglii do Indii upokorzona zawodem miłosnym. Po trzech latach nadal nie może zapomnieć swojej pierwszej miłości Danny’ego (Dino Morea). Ma nadzieję odzyskać jego uczucia. W tym celu rozpoczyna grę. Zatrudnia Amana Mehrę (Akshaye Khanna), który za opłatą ma odegrać na ślubie rolę jej ukochanego. Anu liczy, że wzbudzi tym zazdrość w Dannym, przyjacielu pana młodego. Aman, uroczy kpiarz pochodzący z dzielnicy Lockhandwala w Mumbaju drażni ją swoimi ironicznymi uwagami, jednocześnie wzbudzając sympatię jej rodziny i narzeczonego siostry Kunala z Gudźaratu (Sunil Shetty). Droczą się ze sobą coraz bardziej bliscy sobie.

## Motywy kina indyjskiego
- Widok miasta z morza. Widok z wieżowca okna Anu na zatokę Bombajską. Lotnisko mumbajskie, z którego Anu i Aman wyruszają do Londynu. Mumbaj jest też tłem m.in. Shootout at Lokhandwala, Duch, No Smoking, Towarzystwo, Dil Hi Dil Mein, Podróż kobiety, Życie w... metropolii, Chameli, Chaahat, Ghulam, Saathiya, Mann, Being Cyrus, Dushman, Chalte Chalte, Mere Yaar Ki Shaadi Hai, Nigdy cię nie zapomnę, Taxi Number 9211, Bombay, Black Friday, Sarkar, Lajja, Hungama, Fiza, Hum Tum, My Bollywood Bride, Silsilay czy Moksha: Salvation.
- Kunal rozmawia ze swoją narzeczoną Shirani ciesząc się, że jest jej pierwszą miłością, że nie doświadczyła ona zawodu miłosnego tak jak jej siostra Anu. Spacerują po mieście. Rozmawiają na tle londyńskiego mostu. Danny z Anu, Kunal z Shirani tańczą na tle miasta. Londyn jest tłem wielu filmów m.in. Namastey London, Hattrick, Aksar, Dil Diya Hai, Cheeni Kum, Czasem słońce, czasem deszcz, Żona dla zuchwałych, Jhoom Barabar Jhoom, Viruddh... Family Comes First, Yaadein, czy Mujhse Dosti Karoge!.
- Anu i Shirani witają się po latach niewidzenia stęsknione za sobą. Shirani z ożywieniem dopytuje się siostry, jakie wrażenie robi na niej narzeczony. Anu płacze skrzywdzona przez siostrę. Z ulga przyjmują pojednanie. Motyw miłości sióstr także m.in. w  Bewafaa, Vivah, Saathiya, Yaadein, Tehzeeb, Dil Hai Tumhaara, Czasem słońce, czasem deszcz, Cicho sza!, Duma i uprzedzenie, Dushman, Phir Milenge, Kuch Khatti Kuch Meethi, Silsilay, Podróż kobiety.
- Ojczym Anu Arjun Khanna (Anupam Kher) i jej matka Betty (Lillete Dubey) są małżeństwem od lat. Ona go kontroluje, on się kryje przed nią ze swoimi słabościami, a jednocześnie na każdym kroku okazują sobie troskliwość i czułość. Gdy ona broni się zawstydzona przed jego pocałunkiem, on zapewnia ją żartobliwie „cenzor go wytnie”. Motyw miłości wieloletniego małżeństwa. Ten motyw miłości małżeństwa z dorosłymi dziećmi spotyka się też w wielu innych filmach m.in. Ogrodnik, Veer-Zaara, Czasem słońce, czasem deszcz, Baabul, Viruddh... Family Comes First, Więzy miłości, Apne i in.
- Anu boi się lotu. Przerażona szuka wsparcia u drażniącego ją swoimi kpinami Amana. Sceny w samolocie też m.in. w Chalte Chalte, Dil Chahta Hai, Hum Tum czy Podróż kobiety.
- Odurzona alkoholem Anu narzuca się nocą opiekującemu się nią Amanowi. Rano przestraszona dopytuje się, czy do czegoś między nimi doszło. Scena przypomina scenę między Shahem Rukh Khanem a Kajol w Żona dla zuchwałych.
- Aby poślubić Shirani Kunal przyjeżdża do Londynu z Nowego Jorku. Ślub łączy dwie rodziny z różnych kultur z Gudźaratu i Pendżabu. Jednocześnie obie z nich mają wspólne doświadczenie. Są NRI (Non Resident Indians), Indusami żyjącymi poza Indiami. Motyw NRI, Indusów na obczyźnie też m.in. w Neal ’n’ Nikki, Heyy Babyy, Salaam Namaste, Żona dla zuchwałych, Czasem słońce, czasem deszcz, I See You, Cheeni Kum, Namastey London, Yaadein. Połączony z motywem Indusów w Nowym Jorku też w Gdyby jutra nie było, Nigdy nie mów żegnaj, Aa Ab Laut Chalen, Pardes, Zakochać się jeszcze raz, Imiennik, Mój kraj czy Lajja.
- Aman często podkreśla w rozmowie, że pochodzi z mumbajskiej dzielnicy Lokhandwala. Z czasem zyskuje też w rodzinie Anu przydomek Mr Lokhandwala. Dzielnica ta jest też tłem filmu Shootout at Lokhandwala. To tam w 1991 roku doszło do strzelaniny. 286 policjantów przez 6 godzin wystrzeliło 3 tysiące naboi atakując w dzielnicy mieszkalnej kilku gangsterów.

## Obsada
- Akshaye Khanna – Aman
- Priyanka Chopra – Anu
- Amisha Patel – Shirani
- Sunil Shetty – Kunal
- Dino Morea – Danny
- Anupam Kher – Arjun Khanna
- Lillete Dubey – Betty Khanna

## Muzyka i piosenki
Muzykę skomponował Himesh Reshammiya, nominowany za muzykę do filmów: Humraaz (2002), Dla ciebie wszystko (2003), Aksar (2006), Aashiq Banaya Aapne, autor muzyki do takich filmów jak Aitraaz, Dil Maange More, Vaada, Blackmail, Yakeen, Kyon Ki, Shaadi Se Pehle, Cicho sza!, Dil Diya Hai, Namastey London, Ahista Ahista, Shakalaka Boom Boom, Apne, Maine Pyaar Kyun Kiya?, Silsilay, 36 China Town, Humko Deewana Kar Gaye, Banaras – A Mystic Love Story, Fool and Final, Good Boy Bad Boy, Welcome i Karzzzz.
1. Aap Ki Khatir
2. I Love You For What You Are
3. Meethi Meethi Batan
4. Tu Hai Kamaal
5. Afsana
6. Keh Do Naa
7. Tu Hi Mera
8. Aap Ki Khatir (Remix)
9. I Love You For What You Are (Remix)